# Intel X38
| Intel X38        | Intel X38                                        |
| ---------------- | ------------------------------------------------ |
|                  |                                                  |
| Поддержка ЦП     | Core 2 Duo Core 2 Quad Pentium Dual-Core Celeron |
| Поддержка сокета | LGA775                                           |
| TDP              | 26,5 Вт                                          |
| Предшественник   | 975X                                             |
| Преемник         | X48                                              |

Intel X38 — чипсет Intel, выпущенный 10 октября 2007 года. Раньше номер модели топового продукта задавался увеличенным числовым индексом (i915 — i925), теперь же топовый продукт легко отличить по префиксу X, который у Intel отвечает за любые улучшения общего характера (не только у чипсетов, но и у процессоров, видеоускорителей).

## Краткие характеристики
- поддержка процессоров семейств Celeron и Pentium, а также всех процессоров семейства Core 2 (Duo/Quad/Extreme) с частотой системной шины 800/1066 МГц, включая модели с частотой системной шины 1333 МГц;
- двухканальный контроллер памяти DDR2-533/667/800 или DDR3-800/1066/1333 с поддержкой до 4 модулей DIMM суммарным объёмом до 8 ГБ (с ECC) и технологиями Fast Memory Access и Flex Memory;
- 2 графических интерфейса PCI Express 2.0 x16;
- Шина DMI (с пропускной способностью ~2 ГБ/с) до нового южного моста ICH9/R/DH/DO.

## Поддержка процессоров
Официально все чипсеты серии  не поддерживают процессоры семейств Celeron D, Pentium 4 и Pentium D (а также их версий Extreme Edition). Отсутствие поддержки обусловлено не измененными характеристиками процессорной шины, а новым стандартом создания материнских плат FMB (конкретно, модулем питания процессора VRM), который предусматривает поддержку будущих процессоров, созданных по нормам 45-нанометрового техпроцесса, вместо старых, произведенных на базе 90(и более)-нанометровой технологии. Прямой связи между примененным чипсетом и подсистемой питания на материнской плате нет, но производители, в абсолютном большинстве случаев, следуют стандартам разработки Intel, так что представляется крайне маловероятным, что мы увидим значительное количество моделей на Intel , поддерживающих процессоры эпохи «до Core 2». Не говоря уж о платах с одновременной поддержкой Prescott и Penryn.
Касательно поддержки Core 2: с этим чипсетом официально будут работоспособны все текущие и будущие модели Core 2 Duo, Core 2 Quad и Core 2 Extreme (включая четырёхъядерные версии), причем для всех них будет поддерживаться шина 1333 МГц. Из младших семейств новых процессоров (Celeron 400 и Pentium E2000) на X38 смогут заработать все, хотя по маркетинговым соображениям поддержка Celeron 400 для топового чипсета не заявлена.

## Поддержка памяти
Возможности контроллера DDR2 у всех новых чипсетов не изменились (собственно, никакого развития в этой области и не предвиделось в 2008 году, все имеющееся в спецификации уже было реализовано), но зато платы на Intel  смогут работать и с памятью типа DDR3.

## PCI Express 2.0
У чипсета есть поддержка двух полноскоростных интерфейсов PCI Express 2.0 x16. В практическом аспекте применение PCI Express 2.0 не помешает использовать старые видеокарты, так как разъемы используются те же самые, и соблюдается совместимость в обе стороны. В приложении к графическому интерфейсу, есть два важных нововведения PCI Express 2.0. Во-первых, вдвое повышена производительность каждого канала (lane) PCI Express, так что соединение с одним каналом (PCIEx1) теперь имеет пропускную способность 500 МБ/с в каждую сторону одновременно, а для 16-канального интерфейса PCIEx16 суммарная пропускная способность составит 16 ГБ/с. Во-вторых, в те же 2 раза увеличена подводимая по шине мощность: слот PCIEx16 первой версии стандарта обеспечивал до 75 Вт, теперь же видеокарта может получить 150 Вт. Также в паре с X38 идет южный мост из семейства ICH9.

## Внешние ссылки
- iXBT: Intel X38 Express (рус.)
- Intel® X38 Express Chipset - Overview (англ.)
- Intel X38 (рус.)
- Intel X38: PCI-Express 2.0, DDR3 и DDR2 (рус.)